# La Vie lilas
Albums de Serge Lama
Serge Lama à l'Olympia
(1974) L'Enfant au piano
(1977)
La Vie lilas est un album studio de Serge Lama sorti chez Philips en 1975.

## Titres
L'ensemble des textes est de Serge Lama et les musiques sont d'Alice Dona, sauf indications contraires.
| 1.  | La Vie lilas                                           |                 | 4:35 |
| 2.  | Le Roi du café-tabac                                   |                 | 2:55 |
| 3.  | Le Peintre est amoureux (dédié au peintre Jean Moulin) |                 | 2:55 |
| 4.  | Elle (Elle balaiera toutes les fleurs)                 |                 | 2:30 |
| 5.  | L'Ogresse                                              |                 | 2:15 |
| 6.  | La Serveuse                                            | Yves Gilbert    | 3:20 |
| 7.  | Dans ma garçonnière                                    |                 | 2:20 |
| 8.  | Les Ports de l'Atlantique                              | Yves Gilbert    | 2:35 |
| 9.  | Le Bohémien                                            |                 | 2:40 |
| 10. | Dimanches en Italie                                    |                 | 3:30 |
| 11. | Je t'aime à la folie                                   | Yves Gilbert    | 2:55 |
| 12. | Où vont tous ces bateaux ?                             | Tony Stefanidis | 3:15 |